# Lo Mein (brano musicale)
Lo Mein è un brano musicale del rapper statunitense Lil Uzi Vert pubblicato il 6 marzo 2020 e contenuto nel suo secondo album in studio, Eternal Atake.

## Descrizione
Il brano è stato prodotto da Brandon Finessin e Bugz Ronin. È stato composto in chiave Re bemolle maggiore con un tempo di 133 battiti per minuto. È stato registrato dal rapper durante uno scontro di Nerf gun (pistole giocattolo). La traccia interpola il brano The Percocet & Stripper Joint di Future.

## Classifiche
| Classifica (2020) | Posizione massima |
| ----------------- | ----------------- |
| Australia         | 85                |
| Canada            | 34                |
| Nuova Zelanda     | 5                 |
| Stati Uniti       | 8                 |